# اسماعیل ارزانی بیرگانی
اسماعیل ارزانی بیرگانی (زاده ۲۳ فروردین ۱۳۴۴ مسجدسلیمان) نظامی، سیاست‌مدار و حقوق‌دان ایرانی است، که بین سالهای ۱۳۹۳ تا ۱۳۹۵ به‌عنوان فرماندار شهرستان اهواز فعالیت می‌کرد. وی دانش‌آموخته کارشناسی مهندسی کشاورزی و کارشناسی ارشد حقوق عمومی از دانشگاه چمران اهواز می‌باشد.
اسماعیل ارزانی بیرگانی در کسوت نظامی، از فرمانده‌های ارشد پیشین سپاه پاسداران در طول جنگ ایران و عراق بود، که سابقه فرمانداری مسجدسلیمان، فرمانداری بویراحمد، سرپرستی شهرداری شیراز و معاونت عمرانی استانداری فارس را در کارنامه شغلی خود دارا می‌باشد.